# Клинкенберг, Роналд
Роналд Клинкенберг (нидерл. Ronald Klinkenberg; род. 18 августа 1955, Бюссюм, Северная Голландия) — нидерландский футболист и тренер. В качестве игрока выступал на позициях защитника и полузащитника за команды «Аякс», «Дордрехт» и «Эдмонтон Дриллерз». Тренерскую карьеру начал в начале 1990-х годов, работал с несколькими любительскими командами.
С января 2015 года главный тренер клуба ДКВ из города Кримпен-ан-ден-Эйссел.

## Игровая карьера
Роналд Клинкенберг начинал футбольную карьеру в клубе УВВ из Утрехта, а в начале 1970-х годов перешёл в молодёжную команду амстердамского «Аякса». В июле 1976 года он заключил с клубом профессиональный контракт.
В основном составе «красно-белых» Клинкенберг провёл всего одну игру — дебютировав 13 марта 1977 года в матче чемпионата Нидерландов против ВВВ-Венло, завершившемся вничью 2:2. На поле 21-летний защитник появился на 46-й минуте вместо датчанина Сёрена Лербю.
В июле 1977 года Роналд заключил однолетний контракт с клубом «Дордрехт», который на тот момент выступал в первом дивизионе. В первом туре чемпионата его команда дома проиграла «Херенвену» со счётом 0:1. В дебютном сезоне Клинкенберг принял участие в 31 матче чемпионата и забил два гола, в основном играя в полузащите.
В январе 1979 года он отправился в США, где подписал контракт с клубом «Окленд Стомперс» из Североамериканской лиги. Вскоре команда переехала из Окленда в канадский Эдмонтонон, после чего изменила название на «Эдмонтон Дриллерз». Тренером в клубе был его соотечественник Ханс Край, который привёл с собой ряд игроков из Нидерландов.
За три года Роналд сыграл в составе «Эдмонтон Дриллерз» 50 матчей и забил два гола. В 1981 году вернулся в Нидерланды и стал игроком любительского клуба ДКВ из города Кримпен-ан-ден-Эйссел. В этом клубе он играл на протяжении 9 лет.